# 馬什敦 (印第安納州)
馬什敦（英語：Marshtown）是位於美國印第安納州富爾頓縣的一個非建制地區。該地的面積和人口皆未知。